# Coöperatieve Spaar- en Kredietbank Godo
De Coöperatieve Spaar- en Kredietbank Godo is een Surinaamse bank. Godo werd in 1971 als spaarcoöperatie gestart en heeft sinds 2010 een banklicentie in Suriname en sinds 2011 in Nederland.

## Geschiedenis
Godo werd op 10 december 1971 opgericht door Carlho Wijdh. Hij werkte toen bij de verzekeringsmaatschappij De Nationale en hoorde van collega's met lage inkomens dat ze geen geld konden lenen. Met 43 collega's richtte hij een ledenclub op die maandelijks 2,5 Surinaamse gulden spaarden en eventueel uit de inleg konden lenen. Drie jaar later werden ook buitenstaanders toegelaten en kreeg de coöperatie de naam Godo, dat honingraat betekent in het Sranan. Ondertussen bleef hij ernaast tot bijna zijn pensioen bij de verzekeringsmaatschappij werken.
Het idee van de ledenclub deed hij op toen hij door een rooms-katholieke priester hulp kreeg nadat hij met de auto een lekke band had opgelopen. Die vertelde hem over dergelijke clubs in het buitenland. Wijdh begon het idee te onderzoeken en startte met vrijwel geen kapitaal vanuit de garage in zijn huurhuis tegenover Hotel Torarica. Daar plaatste hij een bord in de tuin met het woord Godo. Van het ministerie kreeg hij een administratieve hulp toegewezen. Het credo van Godo is Mensen helpen mensen.
Godo groeide in de jaren 1980 langzaam door en kende aan het begin van de jaren 1990 moeilijke tijden door de waardedaling van de Surinaamse gulden. Daarom werden ook buitenlandse valuta geaccepteerd, waar eerst weer mee gestopt moest worden omdat er geen deviezenvergunning was. Toen deze er in 1997 alsnog kwam nam de groei sterk toe. In het decennium dat volgde werd verhuisd naar een modern kantoor aan de Keizerstraat.
De coöperatie kon niet de financiële diensten leveren die aan banken waren voorbehouden, waardoor het idee ontstond om door te groeiden naar een coöperatieve bank. Carlho Wijdh nam op 1 januari 2006 afscheid als directeur. Hij bleef nog wel aan de zijlijn betrokken bij de ontwikkelingen.
Het roer werd door drie mensen overgenomen, die met elkaar in conflict raakten over de koers. Twee van de drie vertrokken toen uit de directie. Wijdh werd gevraagd om tijdelijk ad interim terug te keren, maar weigerde dat. Hij wilde dat er een deskundige zou aantreden die de omzetting naar een bank kon volbrengen. Hiervoor werd Bart Muller aangetrokken, een voormalig adjunct-directeur van de Rabobank. In 2009 nam Peter Heesakkers het roer over die eveneens van de Rabobank afkomstig was. Onder zijn directie trad Godo toe als negende bank van Suriname en als eerste coöperatieve bank van het land.
De Centrale Bank van Suriname kende Godo per 1 juni 2010 de banklicentie toe; er waren op dat moment inmiddels 61.000 leden aangesloten. In december 2011 werd ook een banklicentie in Nederland verkregen. Volgens toenmalig directeur Herman Vijzelman waren de bankgerelateerde activiteiten in Nederland echter beperkt. Op 10 december 2014 werd een borstbeeld van Carlho Wijdh onthuld dat sindsdien voor de bank staat. Op 4 april 2019 werd de eerste steen gelegd voor de nieuwbouw van de bank, naast het bestaande pand aan de Keizerstraat.